# Državna cesta D36
Die Državna cesta D36 (kroatisch für ,Nationalstraße D36‘) ist eine Nationalstraße in Kroatien. Die Straße beginnt im Westen in Karlovac an der Državna cesta D1 und verläuft in generell östlicher Richtung weitgehend parallel zur Kupa nach Pisarovina, weiter nach Cventić Brdo, dann für rund 3 km gemeinsam mit der Državna cesta D31. Weiter im Osten trifft sie auf die Državna cesta D30 und erreicht schließlich Sisak, wo die Državna cesta D37 auf sie trifft. Nach Überquerung der Save wird das Lonjsko polje durchquert, und die Straße endet bei der Anschlussstelle Popovača an der Autocesta A3.
Die Länge der Straße beläuft sich auf 107,8 km.